# Maury-Gletscher
Der Maury-Gletscher ist ein 6 km breiter Gletscher an der Black-Küste des Palmerlands auf der Antarktischen Halbinsel. Er fließt in ostnordöstlicher Richtung zum südwestlichen Abschnitt des Violante Inlet.
Wissenschaftler der United States Antarctic Service Expedition (1939–1941) entdeckten und fotografierten ihn bei einem Überflug im Jahr 1940. Weitere Luftaufnahmen entstanden 1947 bei der Ronne Antarctic Research Expedition (1947–1948) unter der Leitung des US-amerikanischen Polarforschers Finn Ronne. Gemeinsam mit dem Falkland Islands Dependencies Survey (FIDS) nahmen Wissenschaftler dieser Expedition eine Kartierung vor Ort vor. Der FIDS benannte den Gletscher nach dem US-amerikanischen Marineoffizier und Hydrographen Matthew Fontaine Maury (1806–1873), einem ausgewiesenen Förderer der Meeresforschung und der Erforschung Antarktikas.